# Protapanteles pseudacraeae
Protapanteles pseudacraeae är en stekelart som först beskrevs av Donaldson 1991.  Protapanteles pseudacraeae ingår i släktet Protapanteles och familjen bracksteklar. Inga underarter finns listade i Catalogue of Life.